# Bắt giữ electron kép
Bắt giữ electron kép là một phương thức phân rã của hạt nhân nguyên tử. Đối với một đồng vị phóng xạ (A, Z) có số hạt nhân A và số nguyên tử Z, chỉ có thể bắt được electron kép nếu khối lượng của đồng vị phóng xạ của (A, Z-2) thấp hơn.
Trong phương thức phân rã này, hai trong số các electron quỹ đạo bị bắt bởi hai proton trong hạt nhân, tạo thành hai neutron. Hai neutrino được phát ra trong quá trình này. Vì các proton được thay đổi thành neutron, số lượng neutron tăng thêm 2, số lượng proton Z giảm đi 2 và số khối nguyên tử A không đổi. Bằng cách thay đổi số lượng proton, sự bắt electron kép sẽ biến đổi các hạt nhân thành một nguyên tố mới.
Ví dụ:
| 130 56Ba | + | 2 e⁻ | → | 130 54Xe | + | 2 ν e |

## Độ hiếm
Trong hầu hết các trường hợp, phương thức phân rã này sẽ xảy ra ít hơn bởi có nhiều phương thức có thể xảy ra hơn (bắt giữ electron đơn,...), nhưng khi tất cả các phương thức này bị “cấm” (bị triệt tiêu mạnh), bắt giữ electron kép sẽ trở thành phương thức phân rã chính.
Có 34 đồng vị xuất hiện tự nhiên có thể trải qua quá trình bắt electron kép. Tuy nhiên, chỉ có ba quan sát được xác nhận về quá trình này: 78
36Kr, 130
56Ba, and 124
54Xe.
Một lý do là xác suất xảy ra bắt giữ electron kép là rất nhỏ (dự đoán lý thuyết về chu kỳ bán rã cho phương thức này là trên 1020 năm). Lý do thứ hai là các hạt duy nhất có thể phát hiện được tạo ra trong quá trình này là các tia X và electron Auger được phát ra từ lớp vỏ nguyên tử bị kích thích. Trong phạm vi năng lượng của chúng (~1-10 keV), nền thường cao. Do đó, việc phát hiện và thử nghiệm bắt giữ electron kép khó khăn hơn so với phân rã beta kép. Việc bắt electron kép có thể đi kèm với sự kích thích của hạt nhân con. Lần lượt, sự khử kích thích của nó đi kèm với sự phát xạ của các photon có năng lượng lên đến hàng trăm keV.

## Các phương thức phát xạ positron
Nếu sự chênh lệch khối lượng giữa các nguyên tử mẹ và con lớn hơn hai lần khối lượng của một electron (1,022 MeV), năng lượng được giải phóng trong quá trình này đủ để cho phép một phương thức phân rã khác được gọi là bắt electron bằng phát xạ positron. Nó xảy ra cùng với việc bắt electron kép, tỷ lệ phân nhánh của chúng tùy thuộc vào tính chất hạt nhân. Khi chênh lệch khối lượng lớn hơn bốn lần khối lượng electron (2,044 MeV), phương thức thứ ba, được gọi là phân rã positron kép, được cho phép. Chỉ có 6 đồng vị phóng xạ tự nhiên có thể phân rã thông qua ba phương thức này cùng một lúc.

## Bắt giữ electron kép phi neutrino
Quá trình được mô tả ở trên với việc bắt giữ hai electron và phát xạ hai neutrino (bắt electron kép neutrino) được cho phép theo Mô hình Chuẩn của vật lý hạt: không vi phạm luật bảo tồn (bao gồm bảo toàn số lepton). Tuy nhiên, nếu số lepton không được bảo toàn hoặc neutrino là phản hạt của chính nó, thì một loại quá trình khác có thể xảy ra, được gọi là bắt giữ electron kép phi neutrino. Trong trường hợp này, hai electron bị hạt nhân bắt giữ, nhưng neutrino không được phát ra. Năng lượng được giải phóng trong quá trình này được mang đi bởi một lượng tử gamma bremsstrahlung.
Ví dụ:
| 130 56Ba | + | 2 e⁻ | → | 130 54Xe |
Phương thức phân rã này chưa bao giờ được quan sát bằng thực nghiệm và sẽ mâu thuẫn với Mô hình Chuẩn nếu nó được quan sát.